# Classe Jacob van Heemskerck
Le fregate lanciamissili olandesi della Classe Jacob van Heemskerck sono la versione antiaerea delle fregate multiruolo della classe Kortaener ottenute sfruttando le generose dimensioni dello scafo per ospitare un sistema d'arma antiaereo.
La classe è conosciuta anche come Classe-L, dove L sta per  Luchtverdedigingsfregat, cioè fregata di difesa aerea.
Le differenze dalle Kortaener sono varie e notevoli: eliminato l'hangar per 2 elicotteri a poppa, si è installato un sistema Mk 13 per 40 missili SM-1MR antiaerei a lungo raggio.
A poppa, forse per ridurre i pesi, si è tolto il cannone da 76mm, lasciando la nave con il solo CIWS da 30mm come artiglieria. I missili Sea Sparrow sono presenti e così queste navi sono tra le poche che hanno Standard e questi missili nello stesso scafo, che con gli Harpoon raggiungono il totale di 72 missili a bordo, inferiori ai 108 (40+60+8) delle due fregate Tromp. Infine, l'apparato motore e lo scafo sono sostanzialmente analoghi ed il dislocamento è praticamente identico al precedente tipo di navi.
L'equipaggiamento elettronico è costituito dal radar tridimensionale SMART al posto del modello LW-08, da tre radar di tiro STIR, due dei quali adattati ai missili SM e l'altro per i missili Sea Sparrow, con la suite ECM Ramses II, 4 lanciatori Mk 36 chaff/decoy ed ecogoniometro a scafo PHS36 a completare la dotazione.

## Unità
Le due unità sono state costruite al cantiere navale RSV di Flessinga. Dopo aver servito nella Marina Olandese le due navi sono state vendute al Cile.

### Jacob van Heemskerck(F 812)
Impostata sugli scali il 21 gennaio 1981 e varata il 5 novembre 1983, è entrata in servizio il 15 gennaio 1986.
Nel 2003 è stata impiegata in qualità di sede di comando della STANAVFORMED e nel 2004 è stata impiegata sempre in ambito NATO presso la STANAVFORLANT.

#### Almirante Latorre(FFG-14)
Andata in disarmo il 2 dicembre 2004, la nave, venduta al Cile, è stata ribattezzata Almirante Latorre entrando in servizio il 16 dicembre 2005.

### Witte de With(F 813)
Impostata sugli scali il 15 dicembre 1981 e varata il 25 agosto 1984, è entrata in servizio il 17 settembre 1986.

#### Capitán Prat(FFG-11)
Andata in disarmo il 12 maggio 2006 la nave è stata venduta al Cile e, ribattezzata Capitán Prat, è entrata in servizio nella nuova Marina di appartenenza il 17 luglio dello stesso anno.

## Galleria d'immagini

Immagini delle unità prima e dopo la cessione al Cile
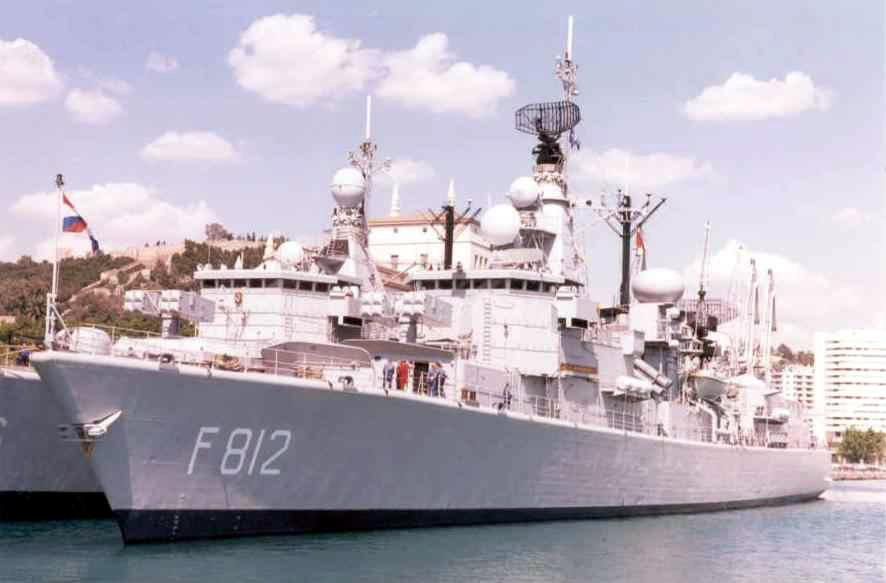
La fregata Jakob van Heemskerck
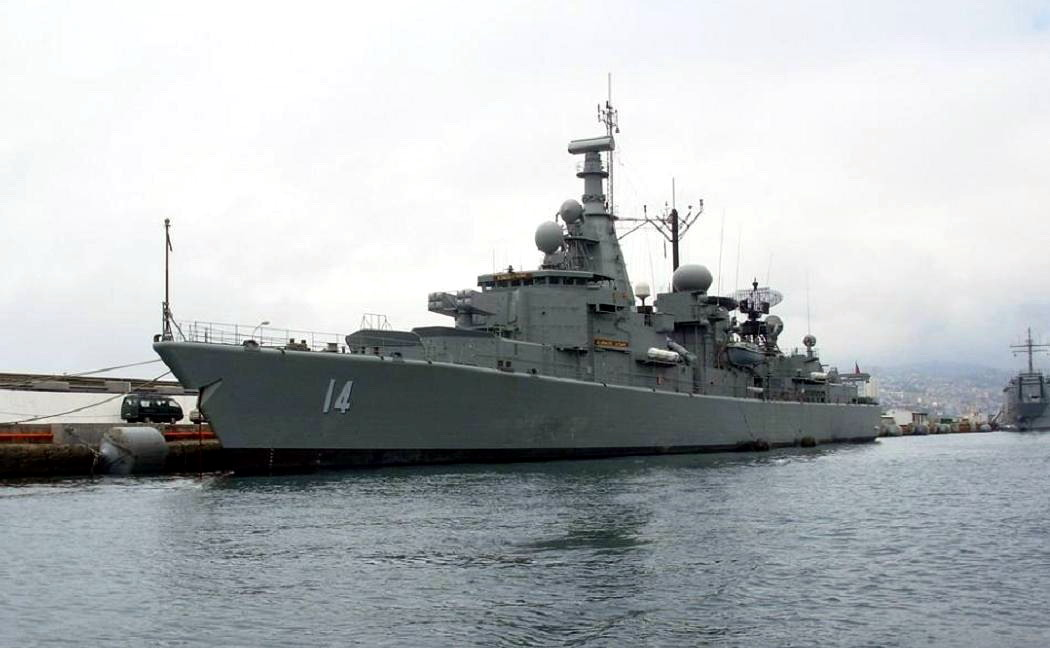
La fregata Almirante Latorre

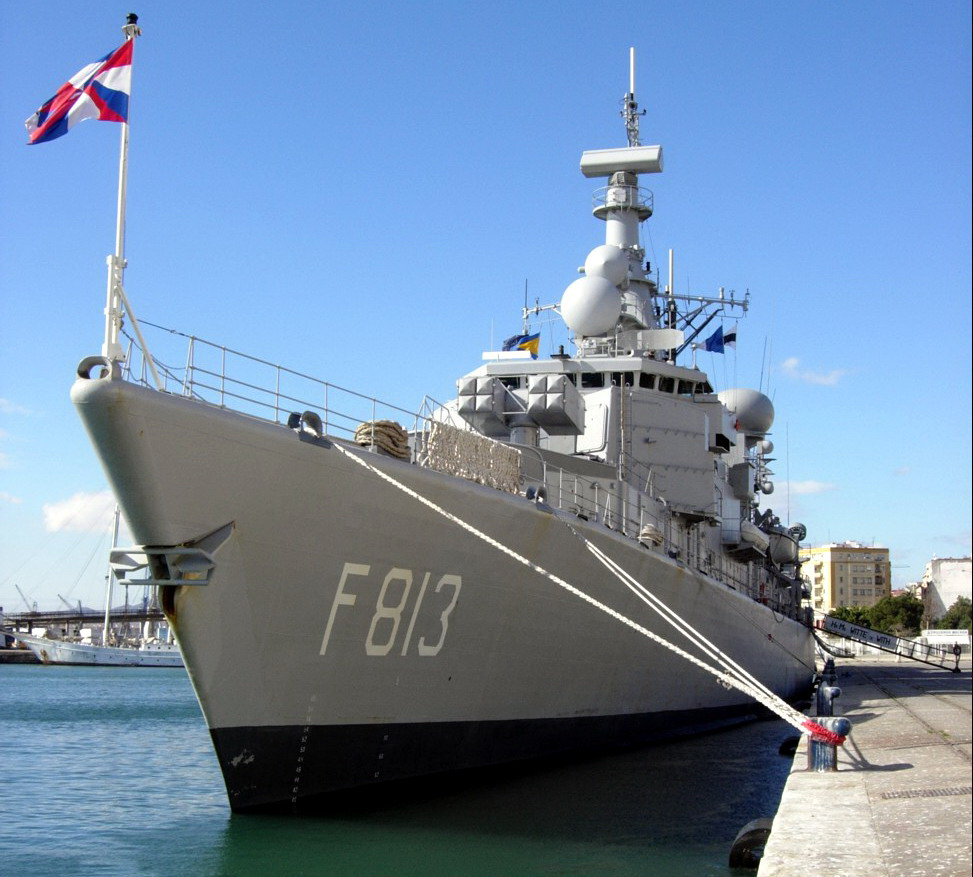
La fregata Witte de With
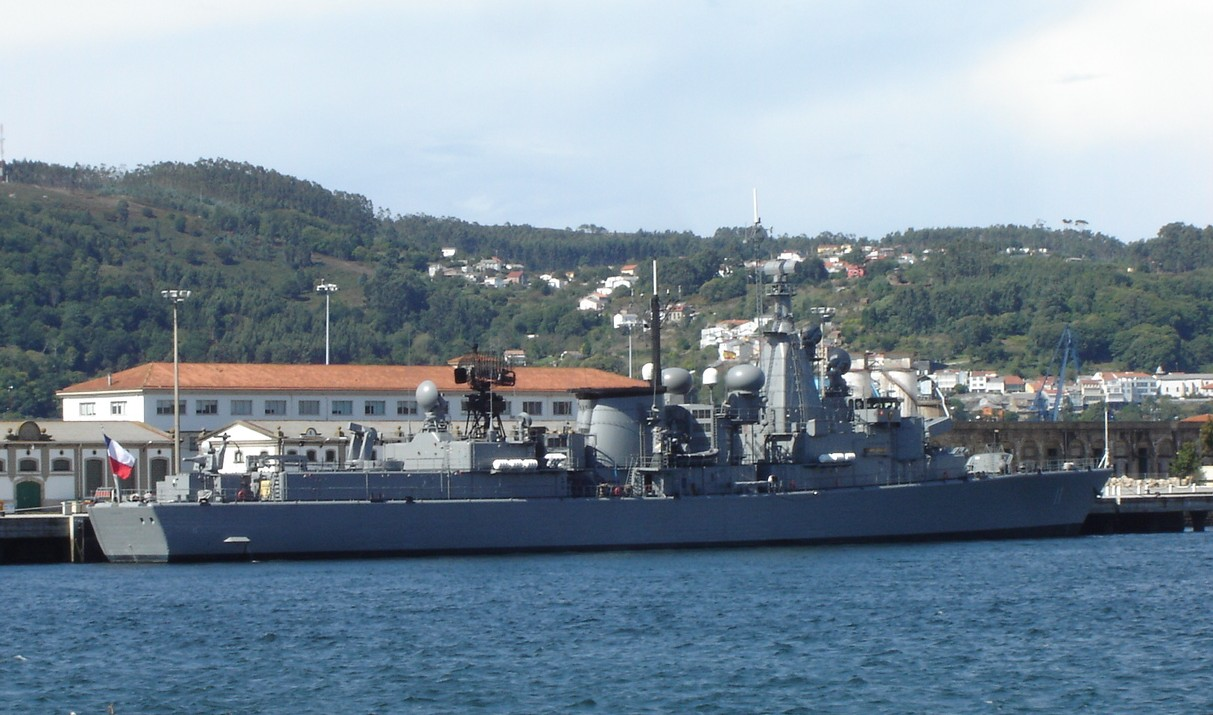
La fregata Capitán Prat ormeggiata nel 2006 a El Ferrol

## Cile
I cileni insieme a queste due navi, acquistarono due fregate multiruolo della Classe M, le fregate Abraham van der Hulst e Tjerk Hiddes vennero vendute al Cile e ribattezzate rispettivamente Blanco Encalada (FF-15) e Almirante Riveros (FF-18), con la prima delle due unità entrata in servizio nella marina Cilena il 16 dicembre 2005 e la seconda il 18 aprile 2007. Il contratto di acquisto delle unità venne siglato nel 2004

Immagini delle due unità in servizio con la bandiera cilena
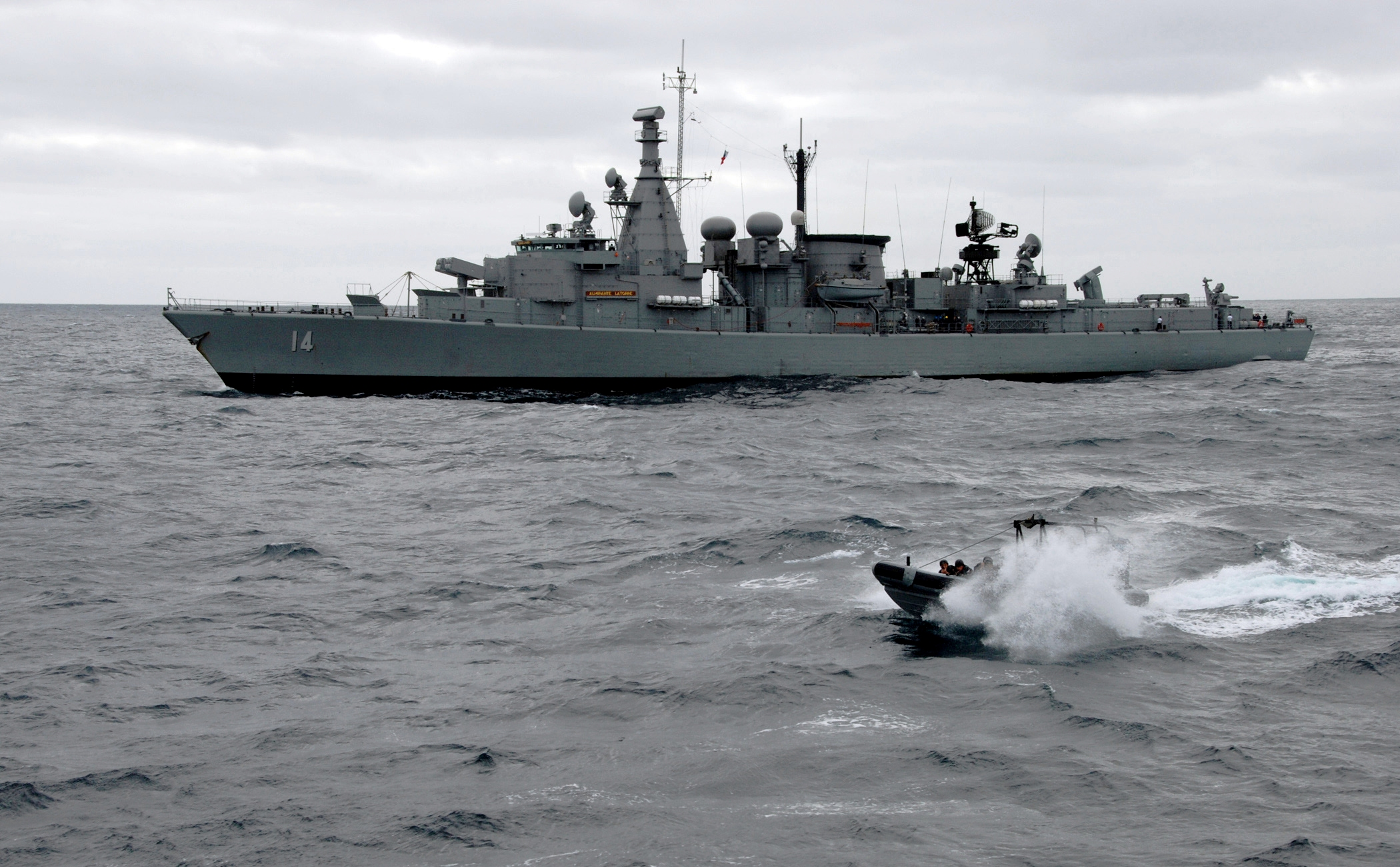
La fregata Almirante Latorre durante l'esercitazione UNITAS 2007
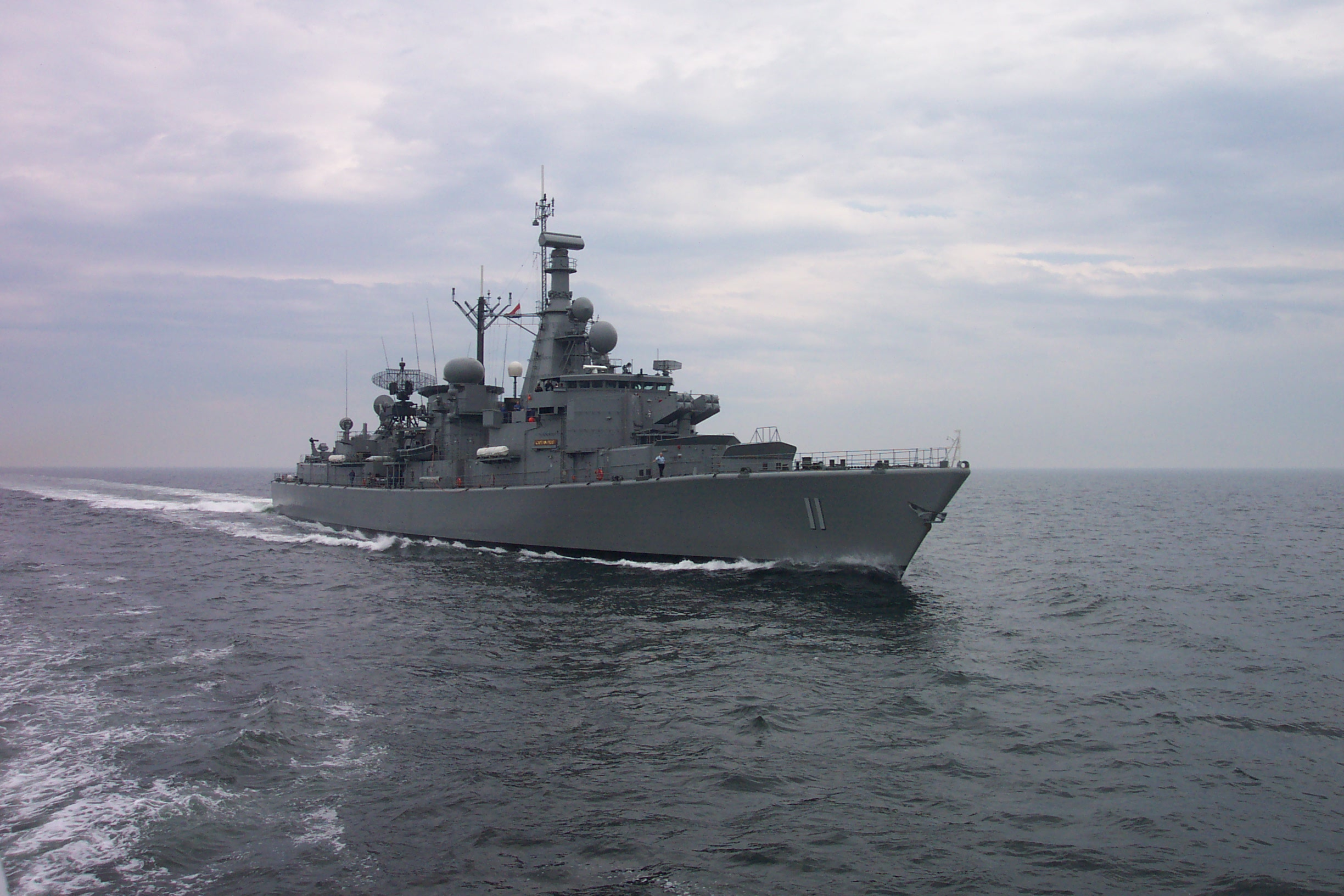
La fregata Capitán Prat in navigazione